# 우라에우스

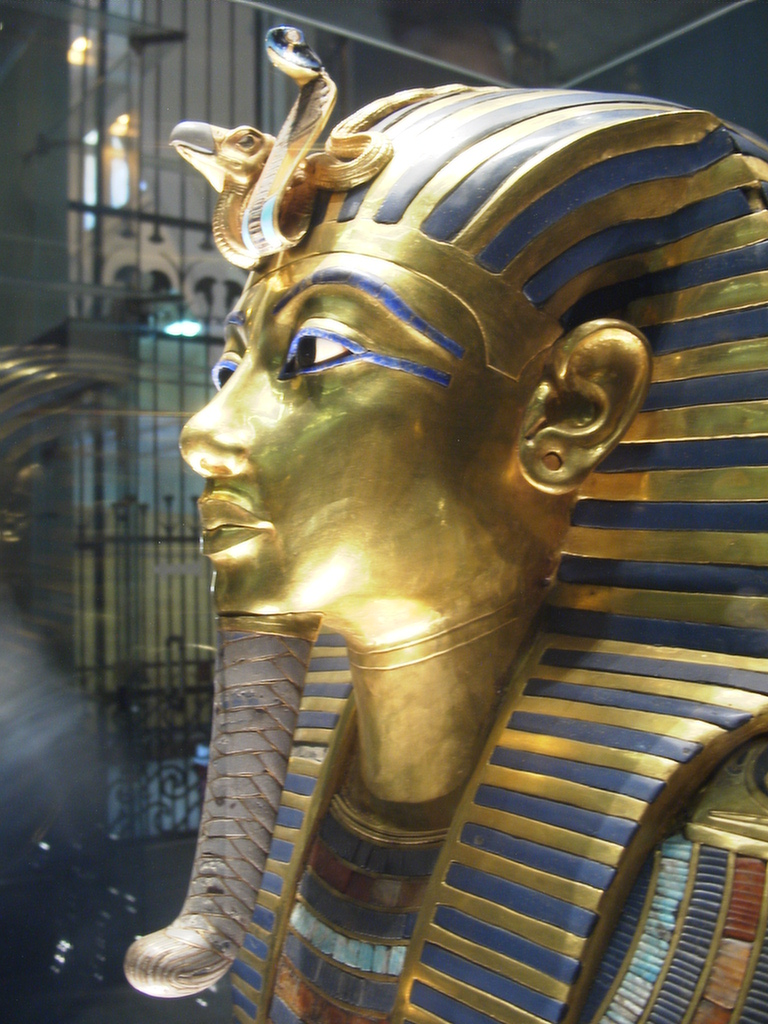
우라에우스로 장식된 투탕카멘의 마스크

우라에우스(영어: uraeus, 고대 그리스어: οὐραῖος)는 고대 이집트에서 왕권, 통치권, 신성 등을 상징했던 코브라 모양의 한 형상 양식이다. 이집트코브라의 모습을 양식화한 것으로, 고대 이집트의 왕권을 상징한다. 우라에우스의 어원은 고대 이집트어: jʿr.t(iaret)로 의미는 '일어선 코브라'라는 뜻이다.

## 개요

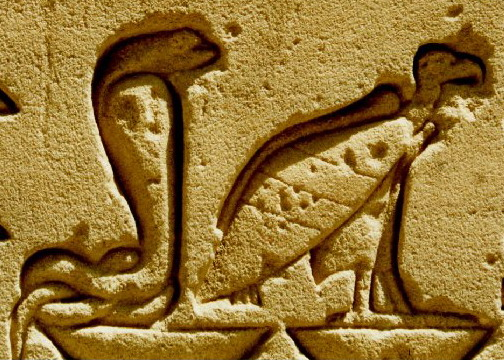
우제트(좌)와 네크베트(우)

우라에우스는 여신 우제트의 상징이다. 본래 우제트는 나일강 삼각주의 신이었지만 그 중요도가 점차 높아져 결국엔 파라오의 수호신 지위에 오르게 되었다. 이런 이유로 파라오는 왕관의 앞부분에 그녀를 상징하는 코브라 형태의 장식을 붙였다. 이집트의 전 국토 통일에 즈음해서는, 이집트 남부의 수호신으로 여겨지며 벵골민목독수리(en:White vulture) 형상을 한 네크베트의 모습도 왕관에 추가하였다. 하지만 각각의 신앙이 깊어서 이들을 쉽게 융합시킬 수는 없었다. 결국 이 장식들을 두 명의 귀부인(en:Two Ladies)이라고 칭하고 이집트 초기왕조 시대부터 공동 수호신으로 삼게 되었다.
차후 파라오가 태양신 라와 동일시 되자, 우라에우스의 눈에서 신의 불이 튀어나와 적으로부터 파라오를 지킨다는 믿음이 생겼다. 이러한 라의 눈을 일부의 신화에서는 우라에이(uraei)로 부르고 있다. 또한 우제트는 이러한 신앙의 훨씬 이전부터 존재하고 있었는데, 본래 라의 눈도 코브라로서 우제트의 눈이다. 그 후, 달의 눈 · 하토르의 눈 · 호루스의 눈 · 라의 눈 등 시대에 따라 여러 이름으로 불렸다.
파라오뿐만 아니라 호루스나 세트 등의 신들도 권력의 상징으로서 우라에우스를 장식한 모습으로 그려진다. 라에 대한 신화에서는, 우라에우스는 티끌과 라의 침으로부터 여신 이시스가 만든 것으로 여겨졌다. 이 신화에서 이시스는 오시리스에게 왕의 증표로서 우라에우스를 건네준 것으로 그려진다.

## 신성 문자에서의 우라에우스의 의미
우라에우스는 왕관의 장식 뿐만 아니라 상형문자에도 등장한다. 코브라의 형상을 띠고 있으며, 그 의미는 여신이나 여성 신관, 또는 그 신전, 이시스 등을 가리킨다.
로제타석 등에서는 신들을 가리키는 의미로 3개의 깃발(en:Netjer)을 그려 넣기도한다. 로제타석의 첫머리에선 왕(신관으로서의 왕)을 우러러볼 수 있는 이유를 열거하며 신들(깃발 세 개)이 그에게 답례로서 보답한 것을 서술하고 있다. 로제타석의 3분의 2는 그 왕의 우러러보는 방법이 기록되고 있으며 누구라도 읽을 수 있도록 로제타석을 세웠다는 내용도 포함되어 있다.
그 외에는 신전이나 건물을 나타내는 상형문자의 장식으로서 우라에우스를 늘어놓기도 한다.(우측 참고)

## 참고 문헌
- Budge, Sir E. A. Wallis. An Egyptian Hieroglyphic Dictionary, in Two Volumes, (Dover Publications, Inc, New York), c 1920, Dover Edition, c 1978. (Large categorized listings of Hieroglyphs, Vol 1, pp xcvii–cxlvii (97–147, 50 pgs.)
- Hagen, Rose-Marie & Rainer Hagen. Egypt; People, Gods, Pharaohs, (Barnes and Noble Books, New York), c 2003, (originally: Taschen, GmbH, Koln), c 2003, 1999, pg 202.
- Reeves, Nicholas. Ancient Egypt, The Great Discoveries, a Year-by-Year Chronicle, (Thames and Hudson Ltd, London), c 2000. See "1920, The Golden Uraeus of Sesostris II from el-Lahun", pg. 157.

## 같이 보기
- 우제트
- 네크베트
- 파라오
- 왕관
- 혼합주의
- 호루스의 눈